# Спогади на камені
«Спогади на камені» (курд. Bîranînen li ser kevirî) — іракський драматичний фільм, знятий Шавкатом Аміном Коркі. Фільм був висунутий Іраком на премію «Оскар-2016» у номінації «найкращий фільм іноземною мовою».

## Сюжет
Після падіння військового режиму в Іраку друзі дитинства, курди Хуссейн та Алан, вирішують зняти художній фільм про геноцид курдського народу — кампанію «Анфаль» (укр. «Трофеї»), яка проводилася в Іраку у 1987–1989 роках. Знімання в умовах повоєнного Курдистану обертаються абсолютним жахом — неможливо знайти виконавицю головної ролі. Одного разу на проби до них приходить дівчина на ім'я Сінор, яка є ідеальним кандидатом на роль, але її опікуни не дають згоди.

## У ролях
- Хуссейн Хассан
- Назмі Кирик
- Шима Молаей
- Ала Ріані — дружина Алана

## Визнання
| Нагороди та номінації фільму «Спогади на камені» | Нагороди та номінації фільму «Спогади на камені» | Нагороди та номінації фільму «Спогади на камені» | Нагороди та номінації фільму «Спогади на камені» | Нагороди та номінації фільму «Спогади на камені» | Нагороди та номінації фільму «Спогади на камені» |
| Рік                                              | Нагорода                                         | Категорія                                        | Номінант                                         | Результат                                        |                                                  |
| ------------------------------------------------ | ------------------------------------------------ | ------------------------------------------------ | ------------------------------------------------ | ------------------------------------------------ | ------------------------------------------------ |
| 2014                                             | Кінофестиваль в Абу-Дабі                         | Найкращий арабський фільм (Конкурс Еміратів)     | «Спогади на камені»                              | Перемога                                         |                                                  |
| 2014                                             | Кінофестиваль в Абу-Дабі                         | Найкращий арабський фільм (Оповідний конкурс)    | «Спогади на камені»                              | Перемога                                         |                                                  |
| 2014                                             | Азійсько-Тихоокеанська кінопремія                | Нагорода ЮНЕСКО                                  | «Спогади на камені»                              | Перемога                                         |                                                  |
| 2014                                             | Азійсько-Тихоокеанська кінопремія                | Найкращий фільм                                  | «Спогади на камені»                              | Номінація                                        |                                                  |
| 2014                                             | Азійсько-Тихоокеанська кінопремія                | Найкращий сценарій                               | «Спогади на камені»                              | Номінація                                        |                                                  |
| 2015                                             | Кінофестиваль «Фанташпорту»                      | Нагорода критиків — Спеціальна згадка            | «Спогади на камені»                              | Перемога                                         |                                                  |
| 2015                                             | Кінофестиваль «Фанташпорту»                      | Найкращий фільм                                  | «Спогади на камені»                              | Перемога                                         |                                                  |
| 2015                                             | Кінофестиваль «Фанташпорту»                      | Найкращий сценарій                               | Мехмет Актас та Шавкат Амін Коркі                | Перемога                                         |                                                  |
| 2015                                             | Кінофестиваль Cines del Sur у Ґранаді            | «Золота Альгамбра»                               | «Спогади на камені»                              | Номінація                                        |                                                  |
| 2015                                             | Стамбульський міжнародний кінофестиваль          | «Золотий тюльпан» (Міжнародний конкурс)          | «Спогади на камені»                              | Номінація                                        |                                                  |
| 2015                                             | Міжнародний кінофестиваль RiverRun               | Найкращий оповідний фільм (Приз журі)            | «Спогади на камені»                              | Перемога                                         |                                                  |
| 2015                                             | Міжнародний кінофестиваль RiverRun               | Найкращий актор (Приз журі)                      | Хуссейн Хассан                                   | Перемога                                         |                                                  |
| 2015                                             | Міжнародний кінофестиваль RiverRun               | Найкращий монтаж (Спеціальний приз журі)         | Ібрагім Саїді                                    | Перемога                                         |                                                  |
| 2015                                             | Антальський міжнародний кінофестиваль            | «Золота помаранча» за найкращий фільм            | «Спогади на камені»                              | Номінація                                        |                                                  |